# Rose e pistole
Rose e pistole è un film italiano del 1998, diretto da Carla Apuzzo.

## Trama
Napoli. Rosa e Angelo, entrambi ventenni, sono in fuga dal marito di lei. Il ricco macellaio Pappalardo che ha ingaggiato un killer per ammazzare appunto l'amante  della moglie adultera..